# Христо Иванов Калкандели
Христо Иванов Аврамов, известен като Калкандели, е български революционер, четник в Ботевата чета и юрист.

## Биография
Христо Иванов е роден в град Тетово (на турски Калканделен), в Османската империя, и затова носи прякора Калкандели, тоест Тетовец. Внук е на свещеник и получава добро образование. Емигрира в Румъния и работи в кантора - в отдела за писма. Включва се в дейността на революционната емиграция и прави фалшиви турски печати, тескерета и препоръки пред румънските власти. Присъединява се към четата на Ботев. След разгрома е в отряда на Димитър Икономов. След като са обградени, води преговорите с водача на черкезите. Впоследствие, заедно с другарите си успява да се оттегли в Сърбия. За известно време е в Италия, където работи като каменоделец. При избухването на Руско-турската война се записва в Българското опълчение. След Освобождението живее в Пловдив и заедно с италиански инженери работи при изграждането на жп тунелите в Искърския пролом. По-късно се жени и се занимава с адвокатство.